# Сорокин, Игорь Алексеевич
Игорь Алексеевич Сорокин (род. 31 августа 1969) — российский самбист и дзюдоист, бронзовый призёр чемпионатов России по самбо 1994, 1999 и 2000 годов, серебряный призёр чемпионата Европы по самбо 1995 года в Минске, призёр международных турниров по дзюдо, мастер спорта России международного класса по самбо. Выступал в первой (до 68 кг) и второй (до 74 кг) полусредних весовых категориях. Работает преподавателем кафедры теории и методики спортивных единоборств факультета физической культуры и спорта Нижегородского государственного университета имени Лобачевского.

## Всероссийские соревнования
- Чемпионат России по самбо 1994 — ;
- Чемпионат России по самбо 1999 — ;
- Чемпионат России по самбо 2000 — ;